# Miguel Ángel Cuadros
Miguel Ángel Cuadros (Lima, 1928 - Lima, 1995), fue un pintor peruano.

## Biografía
Egresó de la Escuela Nacional de Bellas Artes en 1950. Allegado a Juan Manuel Ugarte Eléspuru y Arturo Kubotta; en su taller, se han formado numerosas generaciones, de excelentes pintores jóvenes. Abanderado por las vanguardias, sus obras abstractas se exhibieron desde 1960, tanto en el país como en el extranjero. 
Participó en VI Bienal de Sao Paulo, Brasil en 1961, en la Exposición Interamericana de Santiago de Chile en 1962 y ese mismo año en la Unión Panamericana de Washington, Estados Unidos de América, VII Bienal de Sao Paulo en l963 y en la Sociedad de Bellas Artes de Montevideo, en 1964; Universidad de Houston, en 1965; en La Paz, Bolivia, en 1969; en Buenos Aires, Argentina, en 1970; en la XIII Bienal de Sao Paulo en 1975 y en Tokio, Yokohama, Osaka, Kobe y Nagoya en Japón, en 1981.